# Cuenta atrás
Cuenta atrás és una sèrie de televisió produïda per Globomedia per a la cadena espanyola Cuatro, que va ser emesa entre el 8 de maig de 2007 i l'1 de maig de 2008. Després de 29 capítols i dues temporades, la cadena decidí no renovar-la, a conseqüència d'un progressiu descens d'audiència.

## Argument
Aquesta sèrie policíaca se centra en el treball d'una brigada de policia que s'enfronta a casos en els quals les situacions límit estan a l'orde del dia. Cada capítol comença amb el final de la trama o un moment clau, per retrocedir immediatament fins al principi i mostrar el desenvolupament pas a pas, mentrestant el rellotge corre cap enrere amb gran velocitat.

## Repartiment

### Personatges principals
- Pablo Ruiz Corso (Dani Martín): inspector de la Unitat 7 de la Policia Judicial. De caràcter temerari, pren iniciatives sense mesurar les conseqüències i es deixa portar pels impulsos, especialment quan les coses no van com ell vol, menyspreant les rutines i els mètodes policials. Conflictiu i amb tendència a buscar problemes al passat, la mort de la seva mare i l'empresonament del seu pare el fan madurar de cop, convertint-se amb l'ajuda del seu mentor Vázquez en un dels millore policies de la Brigada.
- Mario Arteta (Álex González): el membro més sensat i responsable de la Unitat 7. Reflexiu i metòdic, és de caràcter totalment oposat al de Corso, encara que és el seu millor amic. És un policia modèlic, molt introvertit i tímid.
- Leonor "Leo" Marín (Bárbara Lennie): inspectora llesta i exigent, amant dels reptes encara que conscient de les seves pròpies limitacions. Li costa reconèixer els seus errors i demanar perdó, i es deixa emportar amb facilitat pels seus prejudicis, però és molt eficaç. És una dona d'acció i sempre directe.
- Rocío Oleguer (Teresa Hurtado de Ory): subinspectora, és una noia positiva i optimista encara que prefereix la comunicació abans de l'acció. És tolerant i amb gran respecte pel gènere humà, molt presumida i amb tendència a usar l'humor intel·ligent.
- Juan Molina (José Ángel Egido): membro de la Unitat 7, dotat de gran experiència i saviesa. Un dels homes de confiança de Corso, amb veterania i mà dura amb els delinqüents.

### Personatges secundaris o rellevants
- Manuel Vázquez (Manuel Tejada): policia retirat, antecessor de Corso al front de la Unitat 7, amb qui té una relació quasi paternal, i gran amic del seu pare. Els seus consells li resultaran valuosos al nou inspector per a resoldre alguns dels casos més complicats.
- Requena (Mariano Llorente): l'estricte superior de Corso, les diferents maneres de portar els operatius provoquen més d'un enfrontament, especialment quan Corso actua pel seu compte i a les seves espatlles; així i tot, confia plenament en l'eficiència de Corso i del seu equip.

## Capítols i audiències
Les dades i dates corresponen a l'estrena de la sèrie a Espanya a través de Cuatro. Les dades d'audiència corresponen a TN Sofres
| Cap.              | Títol                                                    | Hora       | Audiència mitja                        |
| ----------------- | -------------------------------------------------------- | ---------- | -------------------------------------- |
| PRIMERA TEMPORADA |                                                          |            |                                        |
| 1.01              | Bosque del Olvido, 18:40h                                | 08/05/2007 | 2.829.000 espectadors i 18,2% de share |
| 1.02              | Océano Atlántico, aguas jurisdiccionales de Togo, 07:14h | 08/05/2007 | 1.604.000 espectadors i 19,4% de share |
| 1.03              | Unidad 7 Policía Judicial, 13:35h                        | 15/05/2007 | 2.344.000 espectadors i 16% de share   |
| 1.04              | Mercado Puerta de Toledo, 18:35h                         | 22/05/2007 | 2.060.000 espectadors i 13,7% de share |
| 1.05              | La Perla, 18:16h                                         | 29/05/2007 | 2.217.000 espectadors i 14,3% de share |
| 1.06              | Club Ipanema, 23:11h                                     | 03/06/2007 | 1.332.000 espectadors i 8,1% de share  |
| 1.07              | Carnicería Rivas, 22:15h                                 | 10/06/2007 | 1.294.000 espectadors i 8% de share    |
| 1.08              | Finca Secret Valley, 23:15h                              | 17/06/2007 | 1.401.000 espectadors i 9% de share    |
| 1.09              | Bus Línea 629, 07:43h                                    | 24/06/2007 | 1.401.000 espectadors i 9,8% de share  |
| 1.10              | Instituto Bretón, 9:23h                                  | 01/07/2007 | 1.197.000 espectadors i 8,4% de share  |
| 1.11              | Antiguo matadero de Navalafuente, 15:35h                 | 08/07/2007 | 1.164.000 espectadors i 8,5% de share  |
| 1.12              | Cementerio de Rascafría 16.05h                           | 15/07/2007 | 1.119.000 espectadors i 8,5% de share  |
| 1.13              | Cementerio de la Paz, 11:30h                             | 22/07/2007 | 995.000 espectadors 7,4% de share      |
| SEGONA TEMPORADA  |                                                          |            |                                        |
| 2.01              | Camino de Canencia, 10:10h                               | 10/01/2008 | 1.495.000 espectadors i 8,2% de share  |
| 2.02              | Lago Castiviejo, 22:45h                                  | 17/01/2008 | 1.254.000 espectadors i 6,8% de share  |
| 2.03              | Plus Bank, Agencia 17, 08:29h                            | 24/01/2008 | 1.231.000 espectadors i 6,9% de share  |
| 2.04              | Cala Toix, 10:05h                                        | 31/02/2008 | 1.262.000 espectadors i 6,8% de share  |
| 2.05              | Calle Héroes del 2 de Mayo, 20:31h                       | 07/02/2008 | 1.135.000 espectadors i 6,4% de share  |
| 2.06              | Cafetería El Alto, 15:42h                                | 14/02/2008 | 1.105.000 espectadors i 5,9% de share  |
| 2.07              | Granja Brigante, 18:23h                                  | 21/02/2008 | 1.582.000 espectadors i 8,6% de share  |
| 2.08              | Turner Guilford Knight Prison Center, 20:59h             | 28/02/2008 | 1.273.000 espectadors i 7,5% de share  |
| 2.09              | Calle de Orfeo y Eurídice, 2, 21:38h                     | 06/03/2008 | 1.098.000 espectadors i 6,1% de share  |
| 2.10              | Colegio Público Isaac Albéniz, 13:52h                    | 13/03/2008 | 1.297.000 espectadors i 7,3% de share  |
| 2.11              | Antigua fábrica de cerveza, 20:06h                       | 27/03/2008 | 1.475.000 espectadors i 8,1% de share  |
| 2.12              | Antiguos almacenes de Sepu, 20:32h                       | 03/04/2008 | 811.000 espectadors i 7,7% de share    |
| 2.13              | Sanatorio mental del doctor Zepeda, 19:31h               | 09/04/2008 | 752.000 espectadors i 6,9% de share    |
| 2.14              | Cañada del muerto, 18:07h                                | 16/04/2008 | 578.000 espectadors i 6,8% de share    |
| 2.15              | Calle Virgen de las Angustias 88, 19:47h                 | 24/04/2008 | 821.000 espectadors i 9,4% de share    |
| 2.16              | Desguace Jiménez, 18:10 h                                | 01/05/2008 | 737.000 espectadors i 8,6% de share    |